# Quan Hồ Thẩn
Quan Hồ Thẩn là một xã thuộc huyện Si Ma Cai, tỉnh Lào Cai, Việt Nam.
Tên của xã được ghép từ tên của ba xã cũ là Quan Thần Sán, Cán Hồ và Mản Thẩn.

## Địa lý
Xã Quan Hồ Thẩn nằm ở trung tâm huyện Si Ma Cai, có vị trí địa lý:
- Phía đông giáp xã Cán Cấu
- Phía tây giáp xã Nàn Sín và xã Sín Chéng
- Phía nam giáp huyện Bắc Hà
- Phía bắc giáp thị trấn Si Ma Cai và các xã Bản Mế, Nàn Sán, Sán Chải.

Xã Quan Hồ Thẩn có diện tích 31,41 km², dân số năm 2019 là 5.154 người, mật độ dân số đạt 164 người/km².

## Lịch sử
Địa bàn xã Quan Hồ Thẩn hiện nay trước đây vốn là ba xã: Quan Thần Sán, Cán Hồ và Mản Thẩn thuộc huyện Bắc Hà.
Ngày 15 tháng 11 năm 1966, Hội đồng Chính phủ ban hành Quyết định số 197-QĐ. Theo đó, chia huyện Bắc Hà thành hai huyện Bắc Hà và Si Ma Cai, ba xã trên thuộc huyện Si Ma Cai.
Ngày 17 tháng 4 năm 1979, Hội đồng Chính phủ ban hành Quyết định số 168-CP. Theo đó, sáp nhập toàn bộ diện tích và dân số của huyện Si Ma Cai trở lại huyện Bắc Hà, ba xã trên thuộc huyện Bắc Hà.
Ngày 18 tháng 8 năm 2000, Chính phủ ban hành Nghị định số 36/2000/NĐ-CP. Theo đó, ba xã trên thuộc huyện Si Ma Cai vừa tái lập từ huyện Bắc Hà.
Trước khi sáp nhập, xã Quan Thần Sán có diện tích 9,98 km², dân số là 1.767 người, mật độ dân số đạt 177 người/km². Xã Cán Hồ có diện tích 8,28 km², dân số là 1.335 người, mật độ dân số đạt 161 người/km². Xã Mản Thẩn có diện tích 13,15 km², dân số là 2.052 người, mật độ dân số đạt 156 người/km².
Ngày 11 tháng 2 năm 2020, Ủy ban Thường vụ Quốc hội ban hành Nghị quyết số 896/NQ-UBTVQH14 về việc sắp xếp các đơn vị hành chính cấp huyện, cấp xã thuộc tỉnh Lào Cai (nghị quyết có hiệu lực từ ngày 1 tháng 3 năm 2020). Theo đó, sáp nhập toàn bộ diện tích và dân số của ba xã Quan Thần Sán, Cán Hồ và Mản Thẩn thành xã Quan Hồ Thẩn.